# Santa Eufemia del Barco
Santa Eufemia del Barco – gmina w Hiszpanii, w prowincji Zamora, w Kastylii i León, o powierzchni 51,84 km². W 2011 roku gmina liczyła 218 mieszkańców.